# Berit Kauffeldt
Berit Kauffeldt (Parchim, 8 luglio 1990) è una pallavolista tedesca, centrale dello Schweriner.

## Carriera
Berit Kauffeldt inizia la sua carriera pallavolistica nel 2006, quando entra a far parte del 1. VC Parchim; nel 2007 con la nazionale pre-juniores vince la medaglia d'oro al campionato europeo.
Nella stagione 2007-08 fa il suo esordio nel massimo campionato tedesco con lo Schweriner Sportclub, dove resta per cinque stagioni, vincendo tre scudetti ed una Coppa di Germania. Nel 2008 ottiene le prime convocazioni nella nazionale tedesca: tuttavia nel 2009 vince la medaglia d'oro al campionato mondiale under 20, mentre, nello stesso anno, si aggiudica la medaglia di bronzo al World Grand Prix, con la nazionale maggiore, seguita poi, nel 2011, dalla medaglia d'argento al campionato europeo.
Nella stagione 2012-13 viene ingaggiata dal Cuatto Volley Giaveno, squadra neo-promossa nella Serie A1 italiana, mentre nella stagione successiva passa all'Imoco Volley di Conegliano; con la nazionale vince la medaglia d'argento all'European League 2014.
Nella stagione 2014-15 veste la maglia dell'Impel di Breslavia, militante nella PlusLiga polacca, mentre nella stagione seguente approda alla Lokomotiv Bakı Voleybol Klubu, club della Superliqa azera. Nel campionato 2016-17 firma per il club francese del Béziers Volley, impegnato in Ligue A, categoria dove resta anche nella stagione successiva giocando però con il Nantes: si ritira al termine dell'annata.
Nel 2022, a quattro anni di distanza, torna in campo con la seconda squadra dello Schweriner. 

## Palmarès

### Club
- Campionato tedesco: 3

2008-09, 2010-11, 2011-12
- Coppa di Germania: 1

2011-12

### Nazionale (competizioni minori)
- Campionato europeo under 18 2007
- Campionato mondiale under 20 2009
- European League 2014

### Premi individuali
- 2007 - Campionato europeo pre-juniores: Miglior muro